# Peter den Oudsten
Peter Erick Johan den Oudsten (Ljouwert, 24 d'octubre del 1951) és un polític neerlandès del Partit del Treball. Va succeir a Ruud Vreeman com a alcalde de Groningen l'1 de gener del 2015. Des del 2001 fins al 2005 va ser alcalde de Meppel i des del 2005 fins al 2014 alcalde d'Enschede. Al principi del seu mandat a Groningen va criticar molt l'actitud del govern, el ministre Henk Kamp i la NAM per despistar els ciutadans de Groningen a causa del gas, que van extreure de la província de Groningen el més possible durant anys sense pensar en la seguretat dels ciutadans.
Està casat i té dos fills.